# Condylorrhiza tritealis
Condylorrhiza tritealis là một loài bướm đêm trong họ Crambidae.